# 变色马先蒿
变色马先蒿（学名：Pedicularis variegata）是列当科马先蒿属的植物，是中国的特有植物。分布在中国大陆的四川等地，生长于海拔4,150米的地区，常生于沼泽草甸，目前尚未由人工引种栽培。